# Distrito electoral de Outjo
Outjo es un distrito electoral más oriental de la Región de Kunene en Namibia, tiene una población de 8.947 habitantes. Su capital es la ciudad de Outjo.

## Otros distritos electorales
- Epupa
- Opuwo
- Sesfontein
- Kamanjab
- Khorixas